# Fontaine du Roi (Lisbonne)

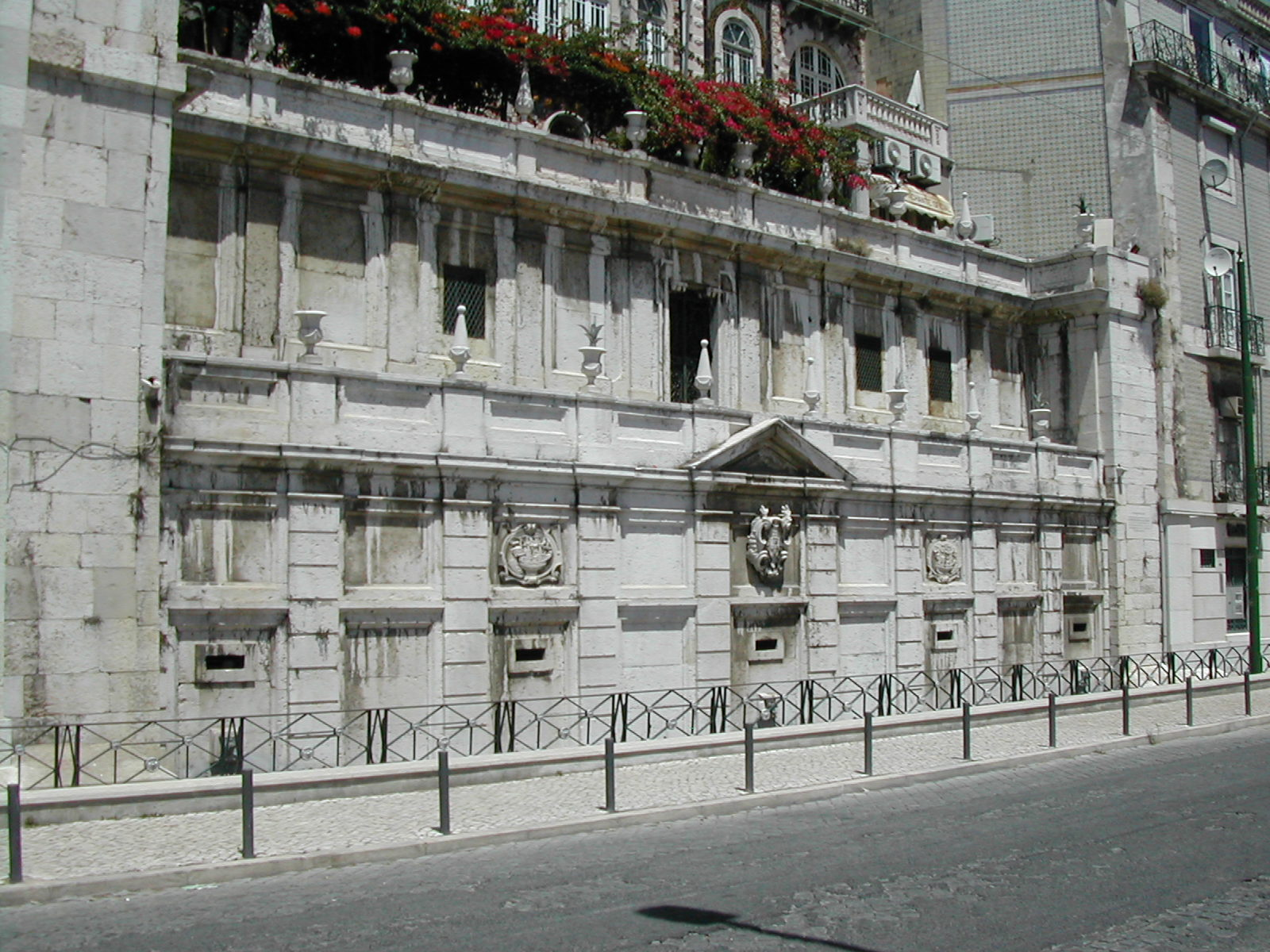
Fontaine d'El-Rei.

La fontaine du Roi (en portugais : Chafariz de El-Rei), qui fut probablement la première fontaine publique de la ville de Lisbonne, a été construite au XIIIe siècle, sous les règnes d'Alphonse III et de Denis Ier, profitant des nombreuses sources d'eaux de la colline d'Alfama.

## Histoire
L'eau était acheminée de la source vers des jets à l'extérieur de la Cerca Moura datant de 1487, permettant l'approvisionnement des navires sur la route des Indes.
La façade actuelle date de 1864, dans une composition architecturale classique.
La fontaine avait neuf jets en fonctionnement. Chacun était exclusif à un groupe social, sans oublier les marins. De nos jours, trois subsistent et l'eau n'y coule plus. 
Pendant des siècles, la fontaine fut l'un des principaux points d'approvisionnement en eau de Lisbonne. Compte tenu du flux important de personnes, elle engendra nombre de bagarres et d'émeutes. Pour remédier à ces conflits, une réglementation a été imposée, établissant son utilisation comme suit : "Un robinet pour les Noirs affranchis ; un autre pour les Maures des galères ; un autre pour les filles blanches ; un autre pour les hommes blancs ; un autre pour les femmes indiennes, les femmes noires, esclaves et laquais ».
La fontaine d'El-Rei, avec les ouvrages hydrauliques associés (réservoir, citerne et mine d'eau), est classée depuis 2012 comme monument d'intérêt public.